# Dennstaedtia
Dennstaedtia is een geslacht van ongeveer zestig soorten voornamelijk tropische varens uit de adelaarsvarenfamilie (Dennstaedtiaceae).

## Naamgeving en etymologie
- Synoniemen: Adectum Link (1841), Emodiopteris Ching & S. K. Wu (1978), Fuziifilix Nakai & Momose (1937), Litolobium Newman (1854), Paradennstaedtia Tagawa (1952), Patania Presl (1836), Scyphofilix Thouars , Sitobolium Desv. (1827), Sitolobium J. Sm. (1841)
- Engels: Cup Fern

Dennstaedtia is vernoemd naar de Duitse botanicus August Wilhelm Dennstaedt (1776-1826).

## Kenmerken
Dennstaedtia-soorten bezitten een korte tot lange kruipende rizoom, behaard maar zonder schubben. De bladen staan gegroepeerd of verspreid en zijn 0,5 tot 3 m lang, ovaal tot driehoekig van vorm, en twee- tot viervoudig geveerd. Er is geen onderscheid tussen vruchtbare en onvruchtbare bladen.
De bladsteel is glad of behaard, ongeschubd, met 1 tot 2 in doorsnede U- of O-vormige vaatbundels. Er zijn geen nectarkliertjes aanwezig. De pinnulae of bladslipjes zijn ovaal tot lancetvormig, de randen gelobd of getand.
De sporenhoopjes zijn rond of cilindrisch en liggen op de onderzijde van de blaadjes, tegen de bladrand aan het uiteinde van de nerven. Ze worden afgedekt door een rond of licht ingesnoerd dekseltje, dat ontstaan is door fusie van een echt dekvliesje en een kleine uitstulping van de bladrand

## Verspreiding en habitat
Dennstaedtias zijn terrestrische varens die vaak in kolonies groeien. Ze komen wereldwijd voor, maar vooral in de tropen.

## Taxonomie

### Soortenlijst
- Dennstaedtia ampla (Bak.) Bedd.
- Dennstaedtia anthriscifolia (Bory) Moore
- Dennstaedtia antillensis (Jenm.) C.Chr.
- Dennstaedtia appendiculata (Wall. ex Hook.) J.Sm.
- Dennstaedtia arborescens (Willd.) E.Ekman ex Maxon
- Dennstaedtia bipinnata (Cav.) Maxon
- Dennstaedtia canaliculata Alderw.
- Dennstaedtia cicutaria (Sw.) T.Moore
- Dennstaedtia coronata (Sod.) C.Chr.
- Dennstaedtia cuneata (J.Sm.) Moore
- Dennstaedtia d'orbignyana Kuhn
- Dennstaedtia davallioides (R.Br.) Moore
- Dennstaedtia delicata (F.v.Muell.) Alston
- Dennstaedtia dennstaedtioides Copel.
- Dennstaedtia deparioides Rosenst.
- Dennstaedtia dissecta (Sw.) Moore
- Dennstaedtia distenta (Kunze) T.Moore
- Dennstaedtia elmeri Copel.
- Dennstaedtia flaccida (Forst.) Bernh.
- Dennstaedtia fluminensis (Fée) C.Chr.
- Dennstaedtia fusca Copel.
- Dennstaedtia glabrata (Ces.) C.Chr.
- Dennstaedtia glauca (Cav.) C.Chr.
- Dennstaedtia globulifera (Poir.) Hier.
- Dennstaedtia hirsuta (Sw.) Mett. ex Miq.
- Dennstaedtia hooveri Christ
- Dennstaedtia incisa (Fée) Kuhn
- Dennstaedtia inermis (Baker) Brownlie
- Dennstaedtia kalbreyeri Maxon
- Dennstaedtia leptophylla Hayata
- Dennstaedtia lindsayiformis (Fée) C.Chr.
- Dennstaedtia macgregori Copel.
- Dennstaedtia madagascariensis (Kunze) Tardieu
- Dennstaedtia magnifica Copel.
- Dennstaedtia melanostipos Ching
- Dennstaedtia merrillii Copel.
- Dennstaedtia munchii Christ
- Dennstaedtia novoguineensis (Rosenst.) Alston
- Dennstaedtia obtusifolia (Willd.) T.Moore
- Dennstaedtia parksii Copeland ex Morton
- Dennstaedtia penicillifera Alderw.
- Dennstaedtia philippinensis Copel.
- Dennstaedtia producta Mett.
- Dennstaedtia punctilobula (Michx.) Moore
- Dennstaedtia remota (Christ) Diels
- Dennstaedtia resinifera (BI.) Mett. ex Kuhn
- Dennstaedtia rufidula C. Chr.
- Dennstaedtia samoensis (Brackenr.) Moore
- Dennstaedtia scabra (Wall. ex Hook.) Moore
- Dennstaedtia shawii Copel.
- Dennstaedtia smithii (Hook.) Moore
- Dennstaedtia spinosa Mickel
- Dennstaedtia sprucei Moore
- Dennstaedtia sumatrana Alderw.
- Dennstaedtia terminalis Alderw.
- Dennstaedtia tripinnatifida Copel.
- Dennstaedtia vagans (Bak.) Diels
- Dennstaedtia wercklei (H. Christ) R.M.Tryon
- Dennstaedtia williamsii Copel.

Blotiella · Coptodipteris · Dennstaedtia · Histiopteris · Hypolepis · Leptolepia · Microlepia · Monachosorum · Oenotrichia · Paesia · Pteridium